# Commodore 1084/1084S
Die Modelle 1084 und 1084S sind Computermonitore von Commodore, die 1987/1988 auf den Markt kamen. Die Grundmodelle 1084 und 1084S unterscheiden sich nur dadurch, dass die eingebauten Lautsprecher des 1084S auch eine Tonausgabe in Stereo bieten. Beide Modelle wurden jedoch in Ausführungen mit unterschiedlichen Anschlüssen, Gehäuseformen und -farben gebaut. Der Commodore 1084/1084S ist als Universalmonitor konzipiert, der sich für alle Commodore-Heimcomputer vom C64 bis zum Amiga eignet, fand daher eine große Verbreitung und ist ein wichtiges Modell für die Anwendung im Retrocomputing.

## Geschichte

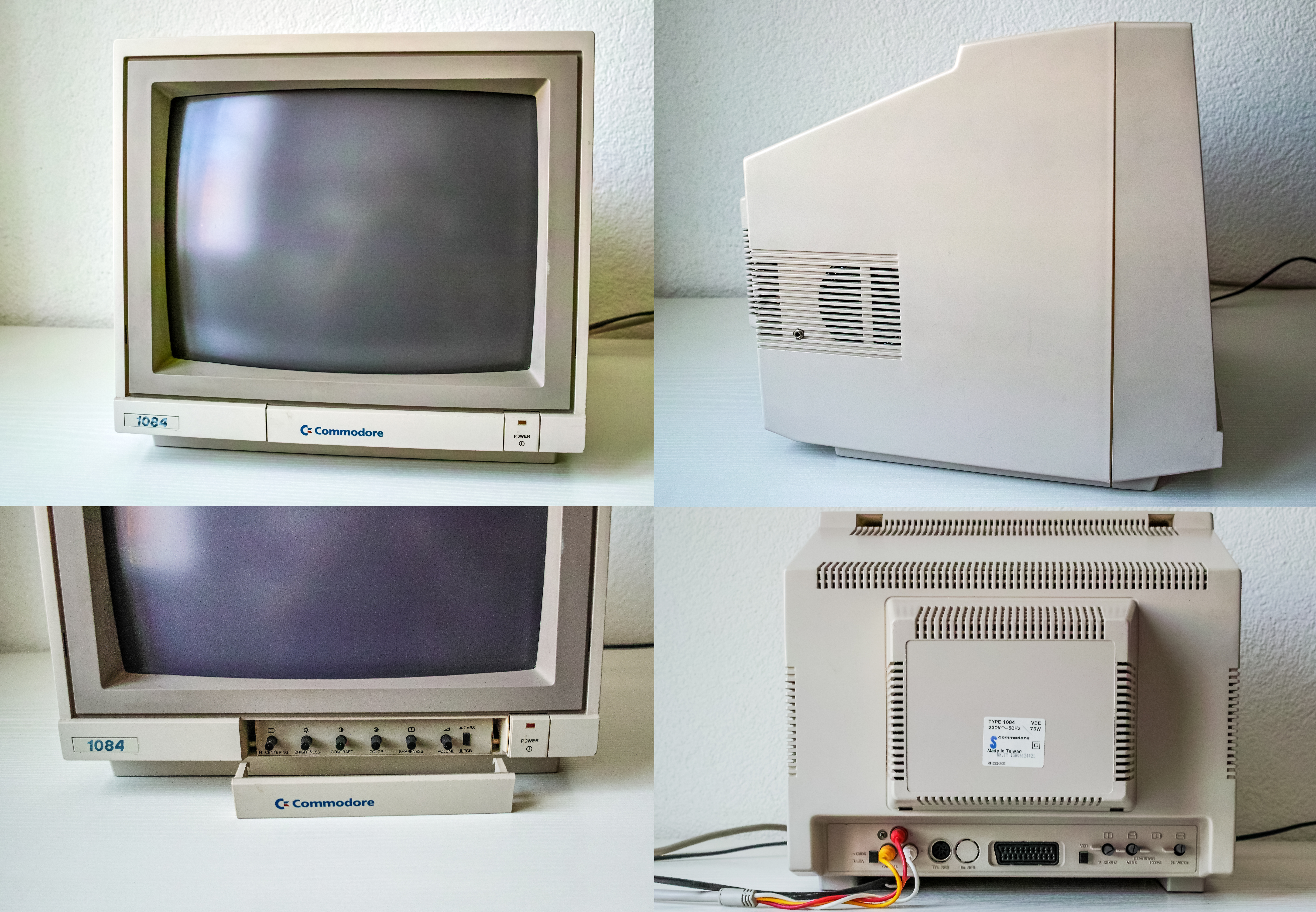
Ein Commodore 1084, erste Version (PAL-Ausführung mit SCART)

Der Commodore 1084 erschien 1987 und wurde unter anderem in der April-Ausgabe 1988 der Zeitschrift 64’er als neues Produkt vorgestellt. Die 64’er bezeichnete ihn dabei in diesem Artikel durchgehend irrtümlich als 1804, wobei allerdings im Begleitfoto ein 1084 mit deutlich lesbarer Modellnummer abgebildet war. Ein Modell 1804 existiert nicht; die höchste von Commodore vergebene 180x-Modellnummer ist 1803.
Das 64’er-Magazin hat den ursprünglichen 1084 sehr positiv besprochen und dabei die gute Bildqualität, die Anschlussmöglichkeiten und gut erreichbaren Bedienelemente hervorgehoben. Als Negativpunkt gewertet wurde nur der relativ hohe Preis von ca. 700 Mark. Der 1084 galt als Commodores „Flaggschiff“-Monitor und ist aufgrund seiner Vielseitigkeit noch heute beliebt im Retrocomputing. Er lässt sich nicht nur mit fast allen Computern von Commodore, sondern auch vielen Modellen anderer Hersteller der damaligen Zeit einsetzen.

## Ausführungen und technische Daten

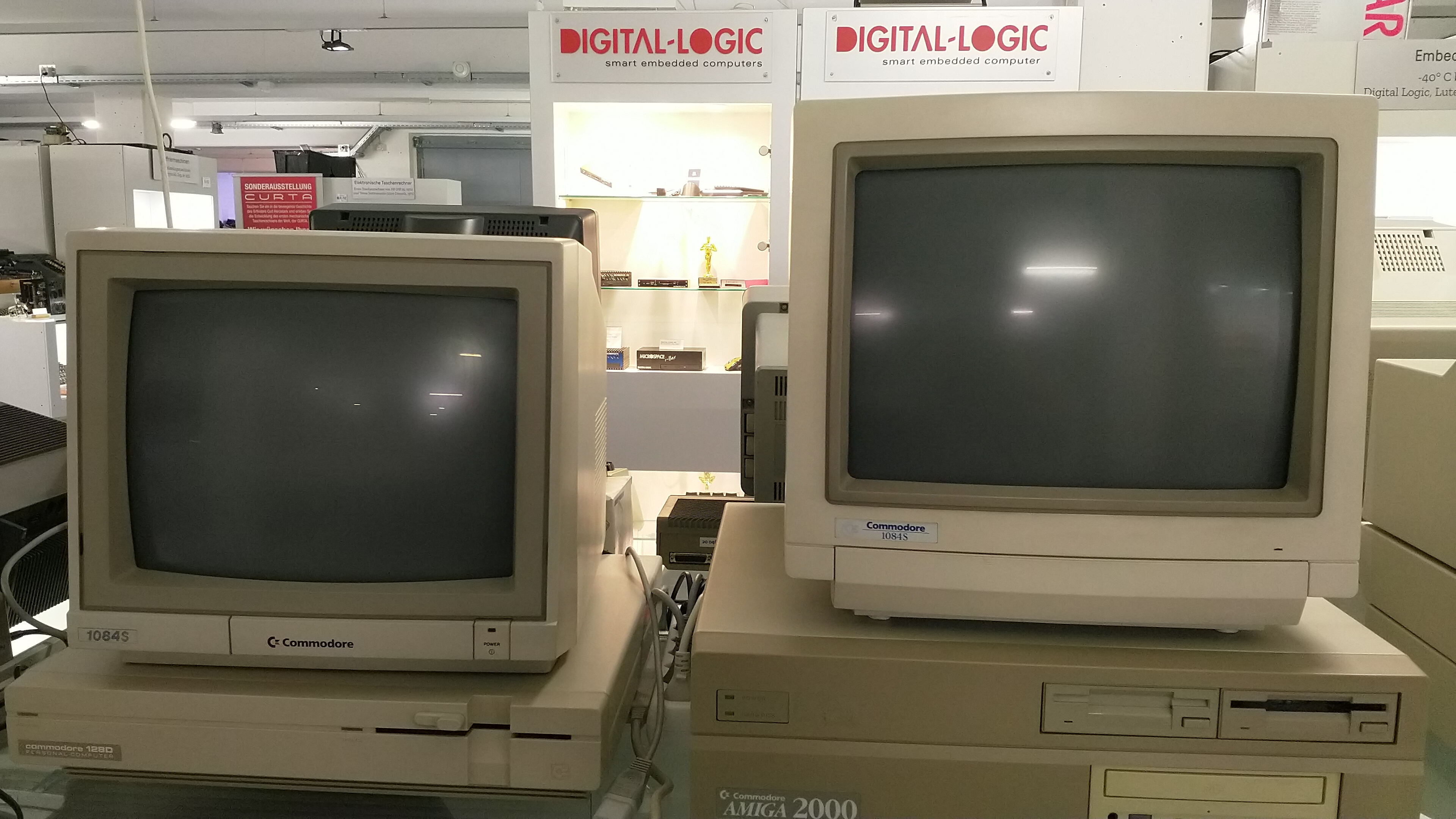
Zwei Varianten des 1084S: Links ein 1084S-P „made in Taiwan“ (ca. 1988) auf einem C128D-CR; rechts ein 1084S-D2 „made in Korea“ (1992) auf einem Amiga 2000.

Vom 1084 und 1084S wurden mindestens 13 Varianten und zuletzt, nach Commodores Insolvenz 1994, eine weitere Variante des 1084ST ohne Commodore-Label gebaut. Den verschiedenen Varianten gemein ist eine Bildröhre mit 14″ (36 cm), von der 13″ sichtbar sind. Die Auflösung beträgt je nach Modell 600 oder 640 Zeilen in Bildmitte, maximal wird eine Auflösung von 640 × 512 (interlaced) erreicht. Der 1084 unterstützte zu Beginn analoges RGB und digitales RGBI sowie je nach Ausführung NTSC oder PAL, jeweils als zusammengesetztes FBAS-Signal (Composite Video) oder getrennt Luminanz/Chrominanz. Bei späten Varianten, die nach Produktionsende des Commodore 128 (1989) gebaut wurden, ist die Unterstützung für RGBI entfallen, wodurch sie sich nicht mehr für den 80-Zeichen-Modus des C128 oder IBM-kompatible Computer mit CGA-Grafik eignen. VGA wird vom 1084/1084S nicht unterstützt. Im Produktionszeitraum des 1084/1084S erschienen Varianten mit unterschiedlichen Anschlüssen, unter anderem mit oder ohne SCART oder DIN-Buchsen. Das Big Book of Amiga Hardware schreibt, dass im Laufe der Zeit anscheinend „jede denkbare Kombination von Anschlüssen und Videofähigkeiten des 1084“ erreicht worden sei.
Commodore ließ die Monitore bei Philips in Taiwan und bei Daewoo in Südkorea fertigen, mit Ausnahme des späten Modells 1084ST, das in Malaysia wahrscheinlich von Likom gebaut wurde.